# Joan Manuel López Nadal
Joan Manuel López Nadal (Palma, 1951) és un diplomàtic i escriptor mallorquí.
És llicenciat en dret i en periodisme per la Universitat de Barcelona. Va ingressar a la carrera diplomàtica l'any 1980 i ha estat destinat a les representacions diplomàtiques de Pekin, Jakarta, Nova Delhi, Bangkok i Lisboa.
Va ésser assessor Diplomàtic del President del Congrés de Diputats d'Espanya (1986-1988). En 1997 va ser nomenat subdirector general d'Àsia Continental i conseller cultural en l'Ambaixada d'Espanya a Lisboa. En 2000 va ésser anomenat director general de Relacions Europees i per a la Mediterrània del Govern de les Illes Balears. El 2001 va ésser anomenat enviat especial de la presidència espanyola de la UE per a l'Afganistan. En 2003 fou segon cap de l'ambaixada espanyola a Dinamarca i de 2004 a 2009 va ésser anomenat ambaixador d'Espanya a Tailàndia. En 2009 va ser nomenat ambaixador en Missió Especial per a Àsia (Laos, Cambodja, Tailàndia i Myanmar).
L'agost de 2011 fou nomenat cònsol general d'Espanya a Hong Kong i Macau, fins que en 24 d'abril de 2015 fou nomenat cònsol general a França, destinat a Estrasburg.
Ha estat guardonat amb l'Orde d'Isabel la Catòlica i la Gran Creu de l'Orde de l'Elefant Blanc de Thailàndia.